# ¿Dónde irán?
«¿Dónde irán?» es el primer sencillo de la banda española La Quinta Estación de su primer álbum de estudio Primera toma. La canción fue utilizada como el tema de la novela mexicana Clase 406.
- Datos: Q5320344